# Ernesto Caballero Bellido
Ernesto Caballero Bellido (Salamanca, 5 de agosto de 1858 - Pontevedra, 20 de febrero de 1935)fue un micrografista español.

## Trayectoria
Comenzó con la práctica fotográfica a los 12 años. A los 21 años obtuvo la cátedra de Física y Química, iniciándose como profesor en el instituto de Gijón (Asturias). Fue en Gijón donde entró en contacto con Alfredo Truán y Luard, fabricante de gafas e iniciador del estudio de las diatomeas en España. 
En 1881 ocupó la cátedra del instituto de Pontevedra, del que fue director durante 22 años. En esta ciudad colaboró con la instalación eléctrica, dirigió la fábrica de la luz, el laboratorio municipal, la estación meteorológica, etc. En 1892 volvió a la micrografía, teniendo, debido a sus múltiples ocupaciones, una actividad irregular con los trabajos sobre diatomeas, iniciados a mediados de siglo.
Fue alcalde de Pontevedra de julio a septiembre de 1899. Fue Director del Instituto de Pontevedra desde 1900 hasta 1921. Se jubiló en octubre de 1921 debido a una sordera que le impedía totalmente oír.
Mantuvo relación con Baltasar Merino y Víctor López Seoane, quienes le facilitaron ejemplares, ocupándose de los aspectos técnicos (que no de la clasificación). Paralelamente colaboró con la élite de la ciencia en España del momento, trabajando para las más destacadas instituciones e impartiendo cursos de formación en sus técnicas.
Sus fotografías de diatomeas fósiles de Morón constituyeron un álbum con 331 figuras de 171 especies bajo el nombre "Atlas". Asimismo, sus fotografías fueron utilizadas en la famosa obra Diatomología española en los comienzos del siglo XX, de Florentino Azpeitia.
Donó parte de su patrimonio científico al Museo Nacional de Ciencias Naturales.

## Publicaciones
- "La fotomicrografía", en la revista La naturaleza ( 1893). Incluye la primera fotografía de diatomeas publicada en Galicia.
- "Técnicas de preparaciones microscópicas sistemáticas", en los Anales de la Sociedad Española de Historia Natural (1925). Incluye la comunicación de un sistema inventado por él.
- Artículo sobre una instalación para fotomicrografiar con el microscopio en cualquier posición, principalmente inclinado, aparecido en Anales de la Sociedad Española de Física y Química (1925).

| Predecesor: Pedro Martínez Casal | Alcalde de Pontevedra 1899 | Sucesor: Víctor Mendoza Muñoz |